# David Johnson (Fußballspieler, 1951)
David Edward Johnson  (* 23. Oktober 1951 in Liverpool; † 23. November 2022) war ein englischer Fußballspieler. Zwischen 1975 und 1980 bestritt er acht Länderspiele (sechs Tore) für England und nahm an der Fußball-Europameisterschaft 1980 teil. Mit dem FC Liverpool wurde er viermal englischer Meister und dreimal Landesmeisterpokalsieger.

## Spielerkarriere

### FC Everton (1969–1971)
David Johnson begann seine Profikarriere bei seinem Jugendverein FC Everton, die ohne einen Einsatz des Nachwuchsspielers 1970 englischer Meister wurden. Seine ersten Ligaspiele absolvierte er in der Football League First Division 1970/71. In der Saison 1971/72 erzielte er in 27 Ligaspielen neun Treffer. Everton hatte an die guten Leistungen der Meisterschaftssaison nicht anknüpfen können und fand sich lediglich im unteren Mittelfeld der Tabelle wieder.

### Ipswich Town (1972–1976)
Im November 1972 wechselte Johnson zum Ligarivalen Ipswich Town und beendete die Saison 1972/73 als Vierter. Im UEFA-Pokal 1973/74 scheiterte er mit seiner Mannschaft nach Erfolgen über Real Madrid, Lazio Rom und dem FC Twente Enschede erst im Viertelfinale am 1. FC Lokomotive Leipzig. 1973/74 erzielte Johnson dreizehn Ligatreffer und bestätigte mit seinem Team die Ligaplatzierung aus dem Vorjahr. Gesteigert wurde die Leistung in der First Division 1974/75 mit dem dritten Platz, nur zwei Punkte hinter dem Meister Derby County.

### FC Liverpool (1976–1982)
Zu Beginn der Saison 1976/77 wechselte der 24-jährige David Johnson zum amtierenden Meister FC Liverpool. Neben der Titelverteidigung in der Liga, gewann Liverpool erstmals den Europapokal der Landesmeister 1976/77. Im Finale bezwang die Mannschaft ohne den nicht eingesetzten David Johnson den deutschen Meister Borussia Mönchengladbach mit 3:1. Nach der Titelverteidigung im Europapokal der Landesmeister 1977/78 (1:0 gegen den FC Brügge), gewann das Team um Johnson (30 Ligaspiele/16 Tore) 1979 erneut die englische Meisterschaft. In der First Division 1979/80 erzielte Johnson einundzwanzig Ligatreffer und gewann zum dritten Mal die Meisterschaft. Es folgte weitere Titel im Europapokal der Landesmeister 1980/81 (1:0 gegen Real Madrid), der Football League First Division 1981/82 sowie im Ligapokal 1980/81 und 1981/82.
Im August 1982 kehrte er zum FC Everton zurück, konnte dort jedoch nicht an seine frühere Treffsicherheit anknüpfen. 1987 beendete er seine Spielerkarriere.

### Englische Nationalmannschaft (1975–1980)
Am 21. Mai 1975 debütierte der 23-jährige David Johnson in der englischen Nationalmannschaft beim 2:2 gegen Wales und erzielte dabei direkt seine ersten beiden Treffer. Nach zwei weiteren Länderspielen und einem Tor wurde er vom Nationaltrainer Don Revie nicht erneut eingesetzt. Sein nächstes Länderspiel erfolgte erst unter Ron Greenwood am 6. Februar 1980 beim 2:0-Heimsieg gegen Irland. Im Sommer wurde er von Greenwood in den englischen EM-Kader berufen. Johnson kam im Auftaktspiel gegen Belgien (1:1) zum Einsatz, blieb danach jedoch ohne Berücksichtigung und schied mit England nach der Vorrunde der Fußball-Europameisterschaft 1980 aus.

## Titel und Erfolge
- Englischer Meister: 1977, 1979, 1980 und 1982
- Landesmeisterpokalsieger: 1977, 1978 und 1981
- Ligapokalsieger: 1981 und 1982
- FA-Cup-Finalist: 1977
- Ligapokalfinalist: 1978